# Universiteit Parijs 1 Panthéon-Sorbonne
De Universiteit Parijs 1 Panthéon-Sorbonne (Frans: Université Paris 1 Panthéon-Sorbonne), ook wel Parijs 1, is een publieke universiteit in de Franse hoofdstad Parijs die zich beperkt tot de domeinen van de humane wetenschappen, de economische wetenschappen, het management, de kunst, de rechtsgeleerdheid en de politieke wetenschappen. Het is een van de twaalf opvolgers van de befaamde Universiteit van Parijs, die vandaag de dag nog veel voorzieningen delen. Samen met de Sciences Po, de Sorbonne Université en de PSL Research University is Parijs I Panthéon-Sorbonne een van de meest prestigieuze universiteiten in Frankrijk en de wereld.
Het centrum van de universiteit bevindt zich in het hart van het Quartier Latin, maar de universiteit heeft meerdere gebouwen verspreid over de Parijse arrondissementen. Het rectoraat is gevestigd op de Place du Panthéon, in de oude Faculté de droit et des sciences économiques de l'Université de Paris maar de universiteit is ook actief in een gedeelte van de Sorbonne. De naam van de universiteit verwijst naar de twee gebouwen, het Panthéon en de Sorbonne. Parijs 1 Panthéon-Sorbonne werd opgericht op 1 januari 1971 als een van de dertien universiteiten waarin de oude universiteit van Parijs werd gesplitst na de Parijse studentenrevolte.
De universiteit telt ruim 1.000 docenten en circa 42.000 studenten.
De universiteit is sinds december 2013 stichtend lid en onderdeel van een grotere associatie, heSam Université, een groepering van de universiteit met veertien grands établissements en grande écoles waaronder de École des hautes études en sciences sociales, het Conservatoire national des arts et métiers, de École Nationale des Chartes, de École pratique des hautes études en ESCP Europe. Dit soort associaties wordt in Frankrijk aangeduid als pôle de recherche et d'enseignement supérieur of PRES. Internationaal is de universiteit lid van Europaeum en UNICA.
In 2019 plaatste QS World University Rankings Parijs 1 eerste in Frankrijk in archeologie, geschiedenis, rechten, filosofie, geografie, antropologie en economie.

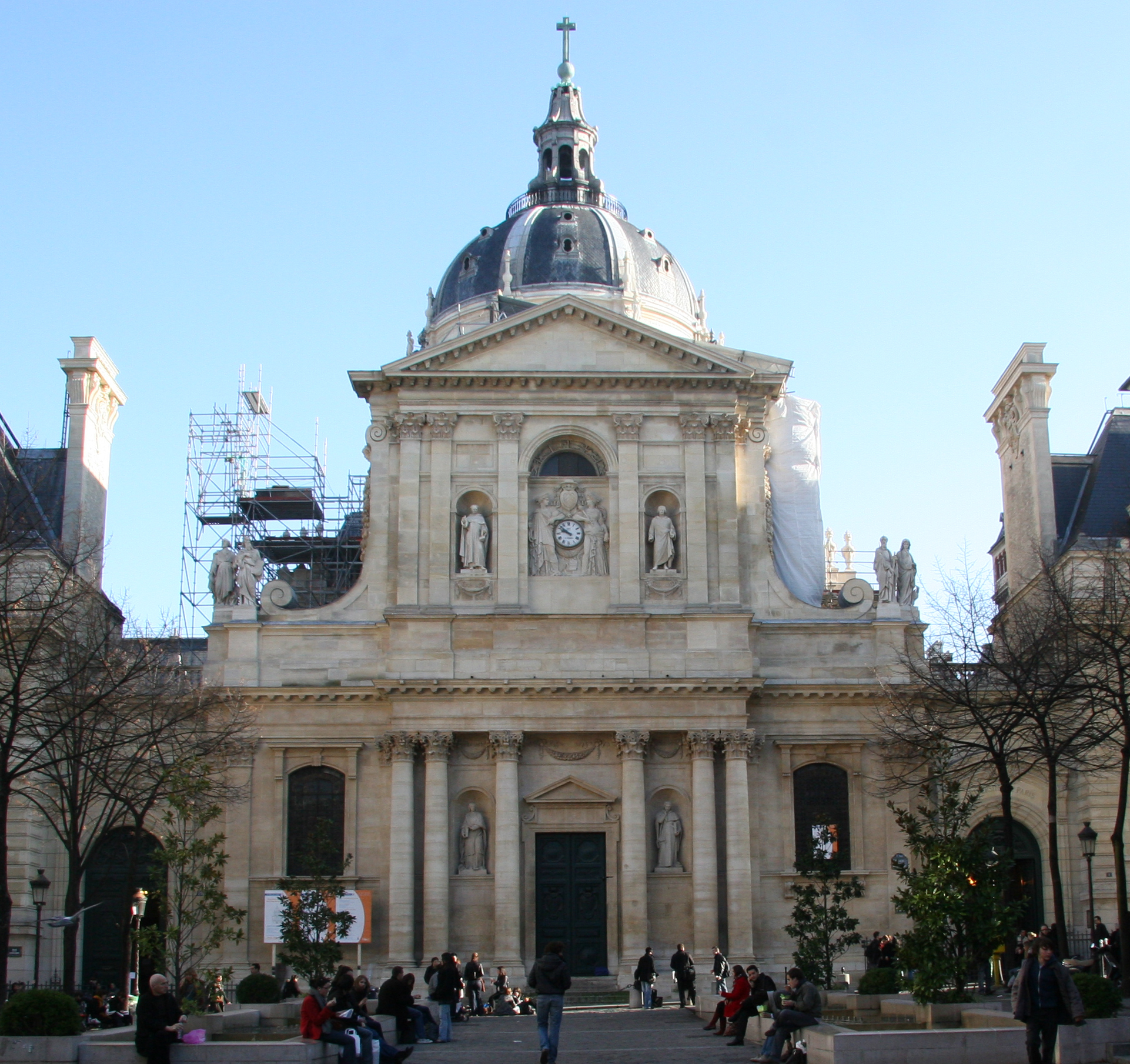
De Sorbonne
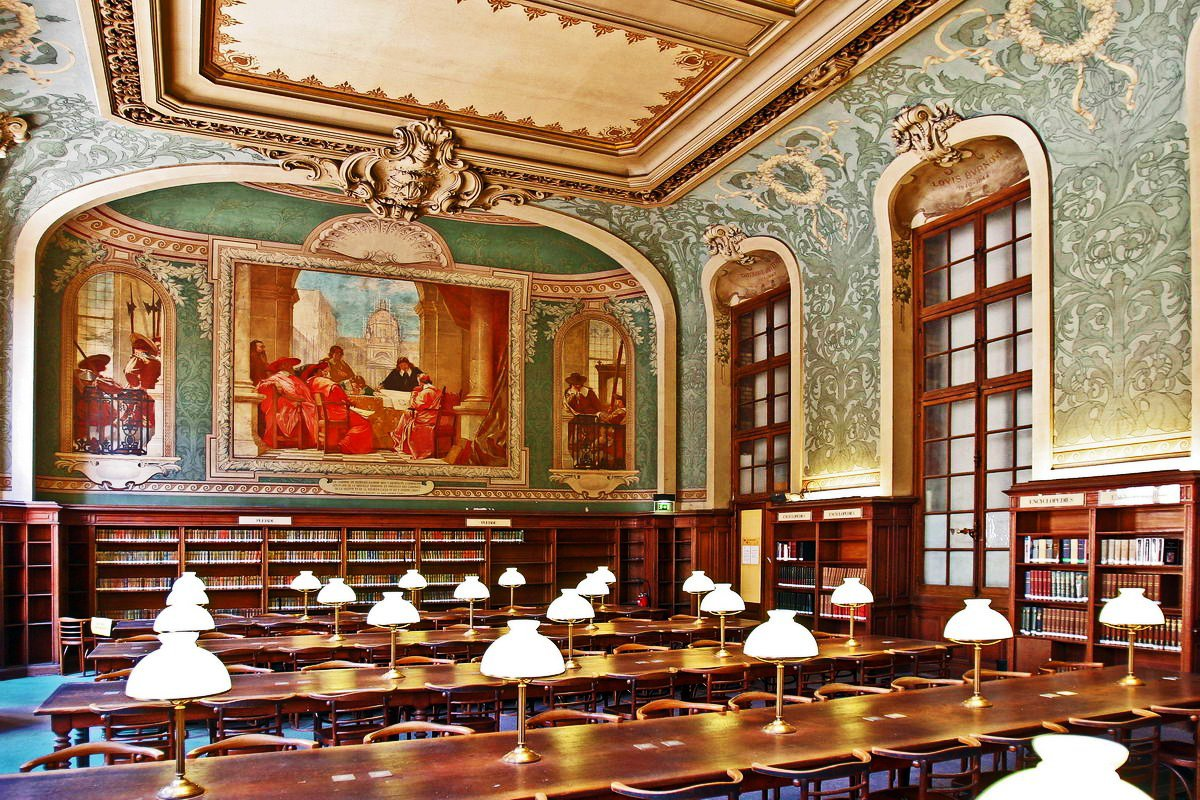
Bibliotheek van de Sorbonne
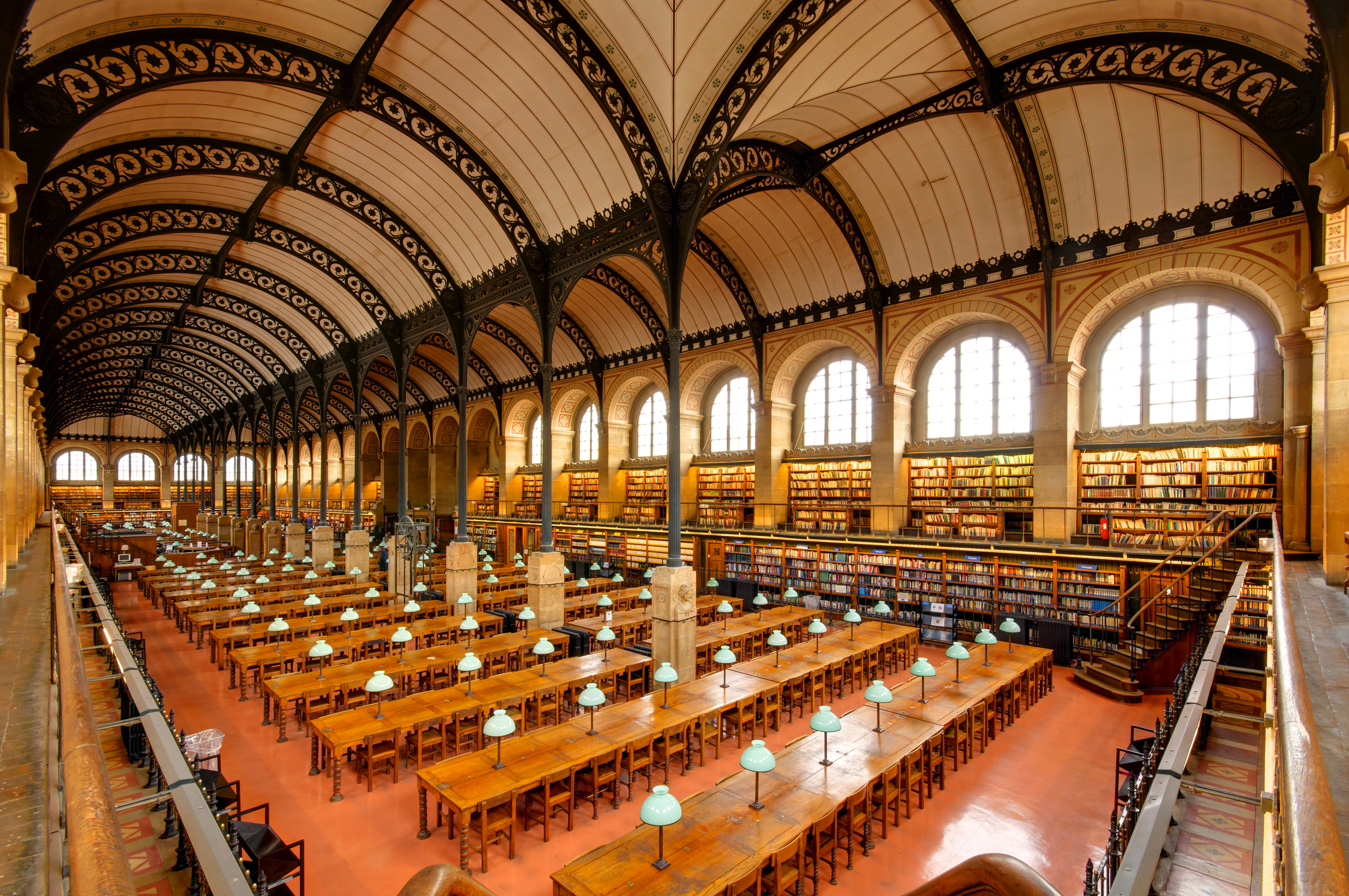
Bibliothèque Sainte-Geneviève
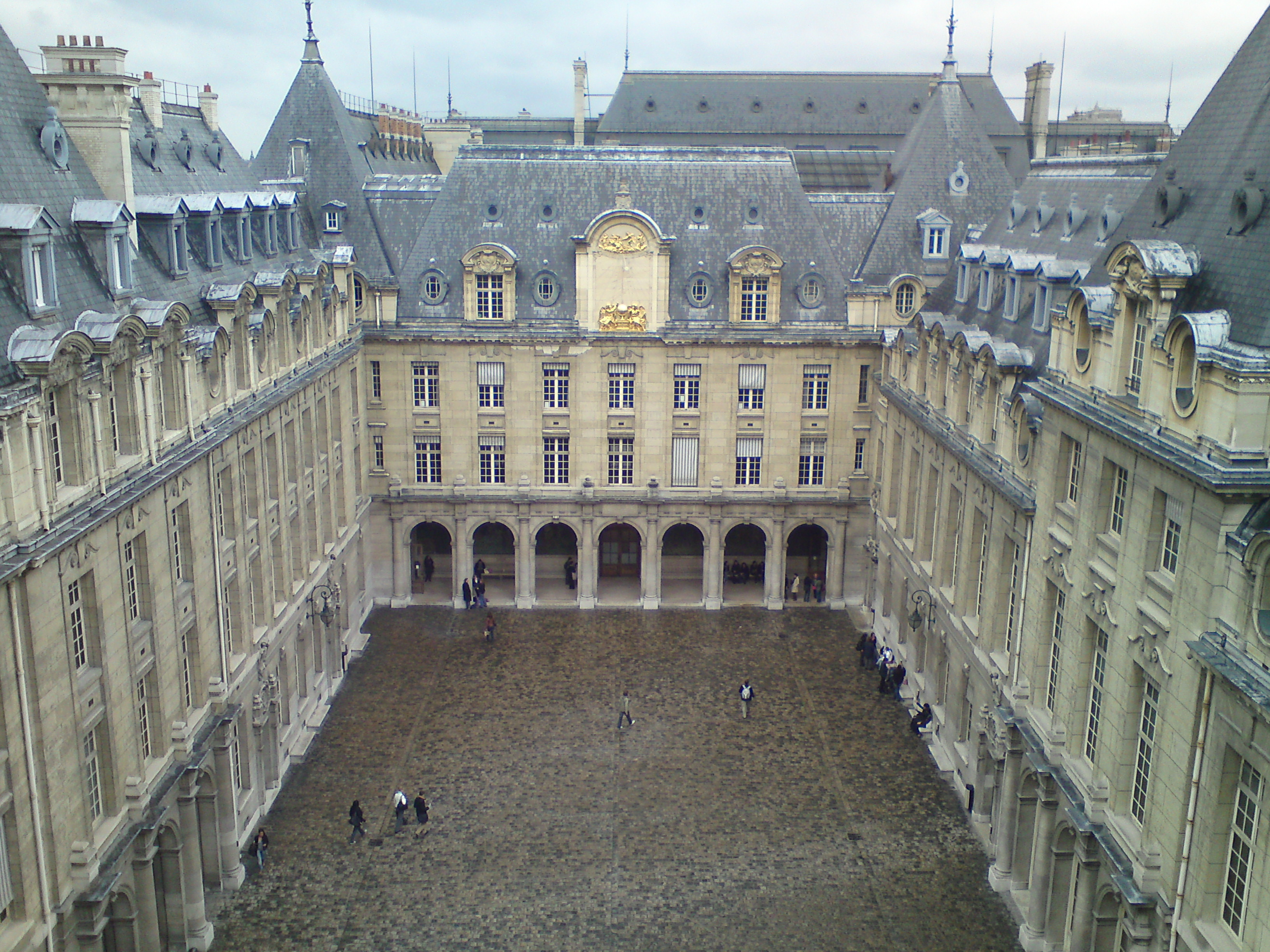
Binnenhof van de Sorbonne
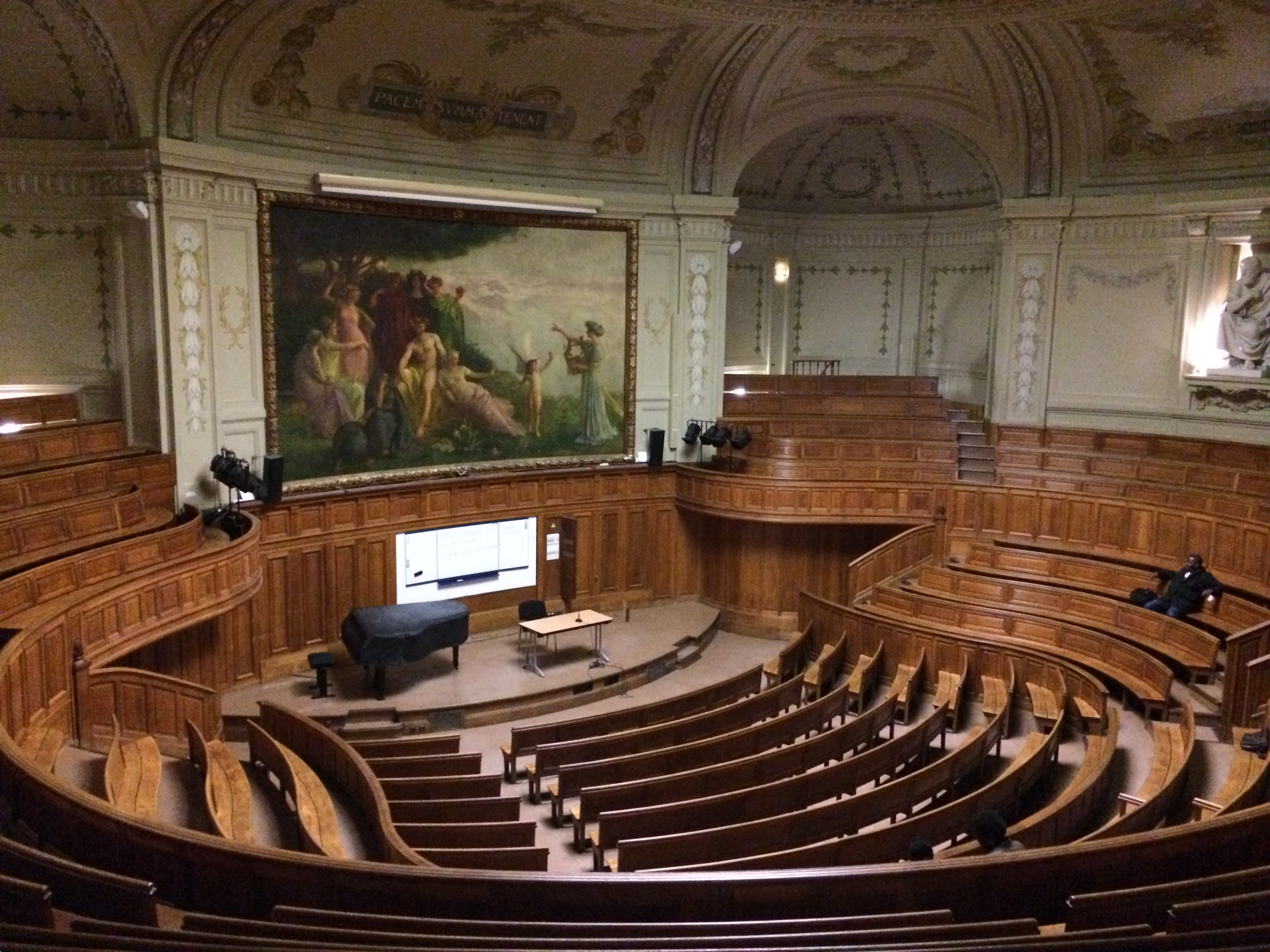
Collegezaal Amphithéâtre Richelieu
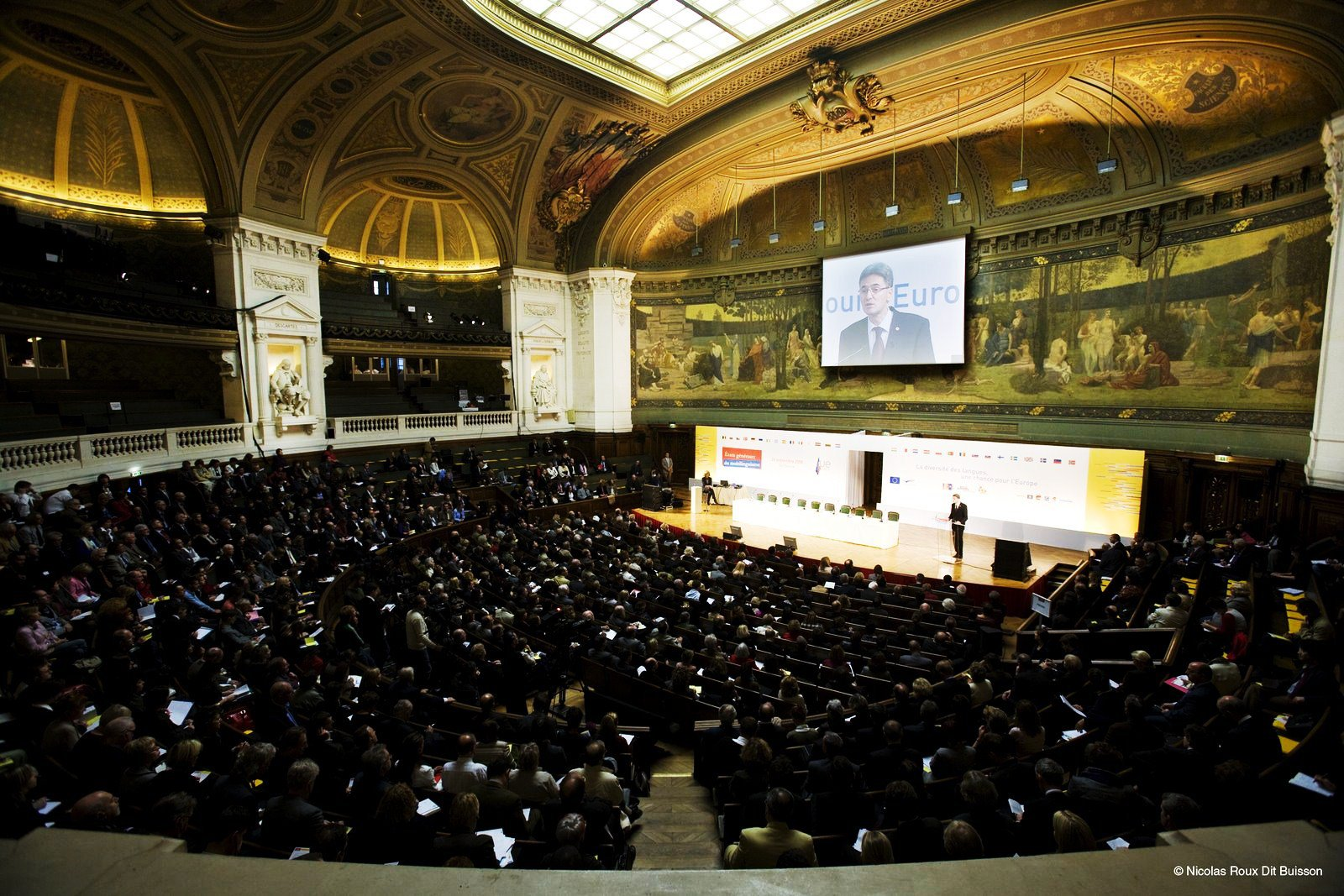
Grand amphithéâtre

## Onderzoeks- en opleidingsonderdelen
- Droit, administration et secteur publics (UFR01)
- Economics department (ufr02)
- Histoire de l'art et archéologie (UFR03)
- Arts plastiques & sciences de l'art (UFR04)
- Droit des affaires (UFR05)
- École de Management de la Sorbonne (UFR06)
- International - Études internationales et européennes (UFR07)
- Géographie (UFR08)
- History Department (ufr09)
- Philosophie (UFR10)
- Département de Sociologie - UFR 10
- UFR11 - Political sciences
- Travail et Etudes sociales, AES et droit social - UFR12
- Etudes juridiques générales - UFR26
- Mathématiques & informatique (UFR27)
- Assurances - Institut des assurances de Paris (IAP)
- Concours - Centre de préparation aux concours administratifs (CIPCEA)
- IDUP - Institut de Démographie de l'Université Paris 1
- Département des langues (SGEL)
- Droit - École de Droit de la Sorbonne (EDS)
- Droit - Études judiciaires - Institut d'études judiciaires "Jean Domat" (IEJ)
- Droit à distance - Enseignement à distance et droit en ligne (CAVEJ)
- Formation Continue Panthéon Sorbonne (FCPS)
- Institut d'administration des entreprises (IAE de Paris)
- Institute of Economical and Social Development Studies
- Sport - Service des sports (UEFAPS)
- Institut de Recherche et d'Études Supérieures du Tourisme
- ISST - Institut des Sciences Sociales du Travail